# Ditridecylphthalat
Ditridecylphthalat ist eine chemische Verbindung aus der Gruppe der Phthalsäureester.

## Eigenschaften
Ditridecylphthalat ist eine viskose farblose Flüssigkeit, die praktisch unlöslich in Wasser ist. Sie besitzt eine Glastemperatur von −75 °C.

## Verwendung
Ditridecylphthalat wird als Weichmacher für PVC verwendet.

## Sicherheitshinweise
Ditridecylphthalat zeigte in MCF-7-Tests eine östrogene Wirkung, die wahrscheinlich durch die Kontaminante o,p’-Bisphenol A hervorgerufen wird, Ditridecylphthalat selbst hat vermutlich keine östrogene Wirkung.